# Università di Barcellona
L'Università di Barcellona (in catalano Universitat de Barcelona, in sigla UB; in spagnolo Universidad de Barcelona) è un'università pubblica situata a Barcellona, in Catalogna, Spagna. 

## Storia
Nel XIII secolo la città disponeva di diverse scuole sia civili che ecclesiastiche e nel 1402 il re Martino I di Aragona fonda quella che diverrà la Facoltà di medicina, ma è nel 1450 che Alfonso V d'Aragona, a Napoli, unifica tutti i centri universitari nell'Estudi General di Barcellona. Nel 1714 la sede delle Facoltà di diritto, diritto canonico e filosofia viene trasferita a Cervera; solamente nel 1842 l'Università viene ristabilita nella città di Barcellona. Nel 1871 viene costruito l'edificio della piazza dell'Università, opera di Elies Rogent.

## Struttura
L'università è organizzata nelle seguenti facoltà:
- Belle arti
- Biblioteconomia e documentazione
- Biologia
- Chimica
- Economia e commercio
- Farmacia e scienza dell'alimentazione
- Filologia
- Filosofia
- Fisica
- Geografia e storia
- Giurisprudenza
- Matematica e informatica
- Medicina e scienze della salute
- Psicologia
- Scienze della formazione
- Scienze della Terra